# Воловарово
Воловàрово е и старо име на село Априлово (Софийска област).
Воловарово е село в Южна България, община Чирпан, област Стара Загора.

## География
Село Воловарово се намира на около 30 km югозападно от областния център Стара Загора и 6 km източно от общинския център Чирпан. Разположено е в Горнотракийската низина. Надморската височина в центъра на селото е около 190 m. Климатът е преходно-континентален
Общински път свързва Воловарово на изток със село Гита, а на запад – с второкласния републикански път II-66 и по него – с Чирпан, като на около километър от селото пресича Главна железопътна линия № 8 Пловдив – Бургас).
Село Воловарово е разположено в землището на село Свобода.
Числеността на населението на село Воловарово по данните от преброяванията от 1934 г. насам е показана в таблицата „Население по преброявания“.
| Население по преброявания | Население по преброявания |
| ------------------------- | ------------------------- |
| 1934 г.                   | 311 души                  |
| 1946 г.                   | 312 души                  |
| 1956 г.                   | 219 души                  |
| 1965 г.                   | 48 души                   |
| 1975 г.                   | 9 души                    |
| 1985 г.                   | 6 души                    |
| 1992 г.                   | 5 души                    |
| 2001 г.                   | 1 човек                   |
| 2011 г.                   | 1 човек                   |
| 2021 г.                   | 0 души                    |

## История
След Руско-турската война 1877 – 1878 г. по Берлинския договор 1878 г. селото – тогава с име Икизлери, остава в Източна Румелия; присъединено е към България след Съединението 1885 г.. Село Икизлери е преименувано на Воловарево през 1906 г., осъвременено на Воловарово през 1966 г.
Начално училище „Отец Паисий“ в селото е действало до 1955 г. Може да се предположи, че то съществува от 1907 г. въз основа на наличието в Държавна агенция „Архиви“ на негови главни книги от периода 1907 – 1955 г.